# Sutherland (Iowa)
Sutherland és una població dels Estats Units a l'estat d'Iowa. Segons el cens del 2000 tenia 707 habitants.

## Demografia
Segons el cens del 2000, Sutherland tenia 707 habitants, 315 habitatges, i 200 famílies. La densitat de població era de 313,8 habitants/km².
Dels 315 habitatges en un 22,2% hi vivien nens de menys de 18 anys, en un 52,4% hi vivien parelles casades, en un 7% dones solteres, i en un 36,5% no eren unitats familiars. En el 33,7% dels habitatges hi vivien persones soles el 21,3% de les quals corresponia a persones de 65 anys o més que vivien soles. El nombre mitjà de persones vivint en cada habitatge era de 2,15 i el nombre mitjà de persones que vivien en cada família era de 2,71.
Per edats la població es repartia de la següent manera: un 20,2% tenia menys de 18 anys, un 5,7% entre 18 i 24, un 20,5% entre 25 i 44, un 22,5% de 45 a 60 i un 31,1% 65 anys o més.
L'edat mediana era de 47 anys. Per cada 100 dones de 18 o més anys hi havia 82,5 homes.
La renda mediana per habitatge era de 31.985 $ i la renda mediana per família de 39.250 $. Els homes tenien una renda mediana de 30.000 $ mentre que les dones 19.432 $. La renda per capita de la població era de 16.345 $. Entorn del 2% de les famílies i el 3,9% de la població estaven per davall del llindar de pobresa.

## Poblacions més properes
El següent diagrama mostra les poblacions més properes.